# Carex sublateralis
Carex sublateralis är en halvgräsart som beskrevs av Tetsuo Michael Koyama. Carex sublateralis ingår i släktet starrar, och familjen halvgräs. Inga underarter finns listade i Catalogue of Life.